# Oude Wijken (Groningen)
Oude Wijken is een van de zeven gebiedsdelen van de gemeente Groningen. Het omvat de oudere wijken ten noorden van de binnenstad. Het gebiedsdeel is onderverdeeld in drie wijken: Oud-West, Oud-Noord en de Oosterparkwijk. In het college van b en w dat in 2022 aantrad is Carine Bloemhof van de PvdA aangewezen als gebiedsdeelwethouder voor de Oude Wijken. De verdeling van de gemeente in gebiedsdelen dateert uit 2014. De oude gemeente Groningen werd toen in vijf stadsdelen verdeeld. Bij de samenvoeging met Haren en Ten Boer in 2019 werd dat uitgebreid tot zeven, waarbij de oude gemeenten Haren en Ten Boer beide in hun geheel een nieuw gebiedsdeel werden.

## Oud-West
De wijk Oud-West beslaat het gebied aan de noordwest zijde van de binnenstad. De grenzen van de wijk zijn de Westersingel, het Hoendiep, de spoorlijn naar het Noorderstation, het Noorderplantsoen en de Noorderstationstraat. Bij de nieuwe indeling in 2014 werd de wijk onderverdeeld in vier buurten: de Oranjebuurt, de Schildersbuurt, de Noorderplantsoenbuurt en Kostverloren.

## Oud-Noord
De wijk Oud-Noord komt grotendeels overeen met wat eerder de Korrewegwijk werd genoemd. Oud-Noord wordt begrensd door de Noorderstationstraat, de spoorlijn Groningen - Delfzijl, het van Starkenborghkanaal en het Oosterhamrikkanaal. De wijk is in 2014 onderverdeeld in drie buurten: De Hoogte, de Indische buurt en de Professorenbuurt.

## Oosterparkwijk
De Oosterparkwijk heeft bij de nieuwe indeling zijn oude naam behouden. De wijk wordt begrensd door het Oosterhamrikkanaal, het van Starkenborghkanaal, het Damsterdiep en de Petrus Campersingel. De wijk, vroeger bekend als PlanOost, is onderverdeeld in de Gorechtbuurt, de Damsterbuurt, de Bloemenbuurt, de Vogelbuurt en de Florabuurt.